# Chorizopes wulingensis
Chorizopes wulingensis là một loài nhện trong họ Araneidae.
Loài này thuộc chi Chorizopes. Chorizopes wulingensis được miêu tả năm 1994 bởi Chang-Min Yin, Jia-Fu Wang & Xie.